# Charles Bacon
Charles Joseph Bacon Jr. (ur. 9 stycznia 1885 w Brooklynie, zm. 15 listopada 1968 w Fort Lauderdale) – amerykański lekkoatleta, średniodystansowiec i płotkarz, mistrz olimpijski.
Był członkiem Irish American Athletic Club. Startował na igrzyskach olimpijskich w 1904 w St. Louis w biegu na 1500 metrów, w którym zajął 9. miejsce. Wystąpił na igrzyskach międzyolimpijskich w 1906 w Atenach, gdzie zajął 5. miejsce w biegu na 400 metrów i 6. miejsce w biegu na 800 metrów.
W 1908, na półtora miesiąca przed igrzyskami olimpijskimi w Londynie ustanowił w Filadelfii nieoficjalny rekord świata w biegu na 400 metrów przez płotki wynikiem 55,8 sekundy. Na igrzyskach olimpijskich w finale tej konkurencji biegł aż do ostatniego płotka równo z obrońcą tytułu Harrym Hillmanem, ale na ostatniej prostej przyspieszył i wygrał w czasie 55.0 s, który został pierwszym oficjalnym rekordem świata na tym dystansie. Hillman zdobył srebrny medal.
Bacon należał do New York City Police Department.